# Otto Springorum
Otto Springorum (* 8. November 1890 in Laar; † 8. April 1955 in Venne) war ein deutscher Industriemanager.

## Leben
Als Sohn von Friedrich Springorum studierte Otto Springorum an der Eberhard-Karls-Universität. Am 11. November 1910 wurde er im Corps Rhenania Tübingen recipiert. Er studierte auch an der RWTH Aachen. Am Ersten Weltkrieg nahm er als Reserveoffizier teil, zuletzt als Leutnant. 1918 heiratete er Ilse Bechstein aus Berlin; das Paar hatte drei Söhne und eine Tochter. 
Nach Examen als Bergassessor trat er als Hilfsarbeiter in die Gelsenkirchener Bergwerks-AG ein. 1923 wurde er Betriebsdirektor der Zeche Germania und der Zeche Zollern. 1929 wurde er Bergwerksdirektor der Zeche Zollverein, die er zur modernsten Schachtanlage ausbaute. Seit 1926 Mitglied des Vorstands, folgte er 1942 Gustav Knepper als Vorstandsvorsitzender der Gelsenkirchener Bergwerks-AG. 
Springorum trat mit Ausnahmegenehmigung 1936 während der Mitglieder-Aufnahmesperre der NSDAP der Partei bei. Er gehörte ihr nach eigenem Bekunden bis zum Ende an. Springorum wurde zum Wehrwirtschaftsführer berufen und war Vizepräsident der 1942 eingerichteten Gauwirtschaftskammer. Nach dem Ende der Zeit des Nationalsozialismus wurde er als NS-belastet von der britischen Militärregierung festgenommen und interniert (1945–1947). Im Entnazifizierungsverfahren wurde zunächst auf Entfernung aus seinen Funktionen entschieden und er in die Kategorie VI der „Mitläufer“ eingestuft (1947), zwei Jahre später dann wie viele zu Entnazifizierende in die Kategorie V der als „entlastet“ Geltenden. Im Verfahren hieß es dazu, er sei nur „nominelles Parteimitglied“ gewesen und ein „warmherziger, schlichter Mann“. Zum Zeitpunkt des Parteieintritts machte er im Fragebogen die Falschangabe „1937“.
Als Vorstandsvorsitzender des Unternehmensverbandes Ruhrbergbau (ab 1952) hatte er maßgeblichen Anteil am Wiederaufbau des Ruhrbergbaus nach dem Zweiten Weltkrieg. Sein Nachfolger als Vorstandsvorsitzender der Gelsenkirchener Bergwerks-AG wurde Hans Dütting. Springorum gehörte zu den großen Förderern des Museums Folkwang.

## Schriften
- Der Steinkohlenbergbau vor grossen Aufgaben. Deutsche Industrieverlags-Gesellschaft, Köln 1954.

## Auszeichnungen
- Eisernes Kreuz 2. Klasse (Erster Weltkrieg)
- Eisernes Kreuz 1. Klasse
- Kriegsverdienstkreuz (1939) II. Klasse
- Kriegsverdienstkreuz  I. Klasse
- Ehrendoktor Dr.-Ing. e. h. der Bergakademie Clausthal (1950)
- Ehrenbürger der RWTH Aachen (1950)
- Ehrenmitglied des Corps Rhenania Tübingen (1952)
- Namensgeber
  - Otto Springorum (Schiff) (1958)
  - Kraftwerk Springorum (1964)